# L'Empereur de l'espace (roman)
L'Empereur de l'espace (titre original : Captain Future and the Space Emperor) est un roman de science-fiction de type « space opera » d'Edmond Hamilton. Le roman a été adapté en dessin animé dans la série Capitaine Flam sous le titre L'Empereur de l'espace.
Dans ce roman, le capitaine Futur lutte contre les visées hégémoniques de « L'Empereur de l'espace », qui non seulement semble invulnérable mais aussi dispose de moyens technologiques lui permettant de faire régresser les humains au stade mental de singes stupides et brutaux.

## Publications
Le roman est paru aux États-Unis en 1940.
Le roman a été publié en France en mars 2017 par Le Bélial' dans sa collection « Pulps ».
Il est paru :
- en langue japonaise en 1974 sous le titre 恐怖の宇宙帝王, avec une réédition en 2004[1] ;
- en langue néerlandaise en 1976 sous le titre Captain Future en de Keizer van het Heelal[2] ;
- en langue suédoise en 1980 sous le titre Kapten Frank och Rymdkejsaren[3] ;
- en langue allemande en 2012 sous le titre Der Sternenkaiser[4].

## Personnages
- Équipe du capitaine Futur
  - Curtis Newton, alias « capitaine Futur » : homme grand, athlétique, aux cheveux roux. Il est né sur la Lune peu avant l’assassinat de ses parents.
  - Simon Wright, alias « le Cerveau » : le professeur a eu son cerveau transféré dans une machine fonctionnant à l'énergie nucléaire. Il est le « mentor » du capitaine Futur et expert scientifique reconnu dans de nombreux domaines.
  - Grag : robot métallique d'environ deux mètres de hauteur, puissant, d'intelligence moyenne, créé par les parents du capitaine Futur et par Simon Wright.
  - Otho : androïde synthétique, métamorphe, physiquement agile et rapide, à l'intelligence vive, créé par les parents du capitaine Futur et par Simon Wright.
  - Joan Randall : belle et jeune femme aux cheveux bruns faisant partie de la Police des Planètes.
  - Ezra Gurney : officier supérieur (« marshal ») de la Police des Planètes.
- Personnages croisés sur Jupiter
  - Sylvanus Quale : gouverneur de la colonie humaine de Jupiter.
  - Eldred Kells : gouverneur-adjoint de la colonie humaine de Jupiter.
  - Lucas Brewer : propriétaire et directeur-général de la société Mines Joviennes.
  - Mark Cannig : chef de l'exploitation de la société Mines Joviennes.
  - Kenneth Lester : archéologue et anthropologue ; spécialiste de l'histoire des extraterrestres de Jupiter[5].
- Personnages secondaires
  - James Carthew : président du Gouvernement intersidéral.
  - North Bonnel : secrétaire de James Carthew.
  - Jon Orris et Martin Skeel : mercenaires de l'Empereur de l'espace.
  - Dr Britt : médecin-chef de la colonie humaine de Jupiter (seulement cité).

## Résumé

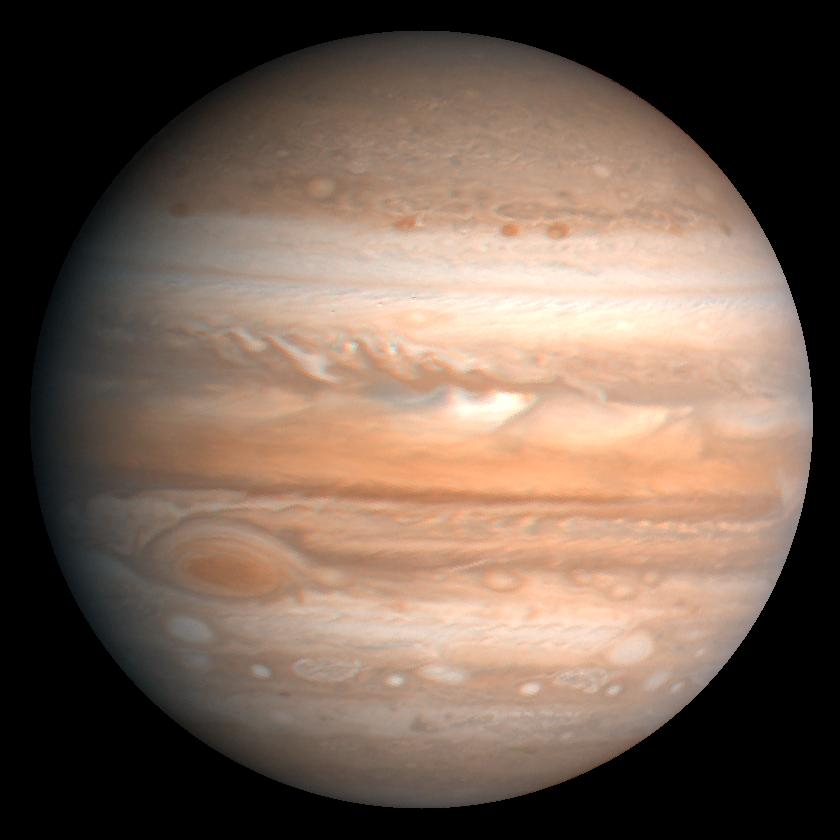
La planète Jupiter, sur laquelle
se déroule l'action principale du roman.

- Remarque n°1 : Le récit est divisé en 22 chapitres.
- Remarque no 2 : Les noms des personnages et des lieux sont ceux indiqués dans la traduction de Pierre-Paul Durastanti aux éditions du Bélial' en 2017.
- Remarque no 3 : L'adjectif « jovien » signifie « jupitérien » ; les Joviens sont les extraterrestres de Jupiter.

James Carthew, le président du Gouvernement intersidéral, apprend que son meilleur agent des services secrets, Sperling, s'est transformé en singe. Sperling, envoyé secrètement sur la planète Jupiter, avait découvert qu'un certain « Empereur de l'espace » aurait découvert le moyen de faire rétrograder les humains en singes. Le président n'a pas d'autre choix que de faire appel au capitaine Futur. Ce dernier se présente devant le président, qui lui donne pour mission de retrouver l'Empereur et de faire cesser ses tentatives de rétrogradation de l'espèce humaine (chapitre 1).
Le capitaine Futur est un orphelin. Ses parents, Roger et Elaine Newton, faisaient des recherches avancées sur la Lune lorsqu'ils avaient été attaqués par des bandits de l'espace. Ces malfaiteurs avaient eu le temps d'assassiner Roger et Elaine, avant d'être tués par les créatures fabriquées par les Newton (Grag le robot et Otho l'androïde-caoutchouc), sous la direction de Simon Wright, le « Cerveau ». Élevé pendant son enfance et son adolescence par cet étrange trio, le jeune Curtis s'était promis d'œuvrer pour la paix dans le système solaire (chapitre 2).
Le capitaine Futur et ses trois compagnons se rendent donc sur Jupiter avec leur vaisseau spatial Le Comète. Alors qu'ils approchent de la planète, ils sont attaqués par un croiseur spatial. Déjouant l'attaque, ils ripostent et infligent des dégâts tels au vaisseau belligérant que ce dernier est obligé de se poser sur Callisto, l'une des lunes de Jupiter. Ses deux occupants sont interrogés. Disant s'appeler Jon Orris et Martin Skeel, ils avouent avoir été payés par l'Empereur pour détruire le Comète mais disent ignorer l'identité de l'Empereur. Après avoir rendu leur vaisseau spatial inutilisable, le capitaine Futur les laisse sur Callisto avant d'appareiller vers Jupiter (chapitres 3 et 4).
Arrivés à l'astroport de Jovopolis, capitale de Jupiter, le capitaine et Otho se rendent vite compte que la population, humaine et jovienne, est terrorisée par ce que l'on nomme « la Peste », « l'Atavisme » ou « la Régression ». Ils se rendent au domicile de Jon Orris, car un rendez-vous était prévu entre celui-ci et l'Empereur. Le sinistre individu paraît et Otho, déguisé en Jon Orris, lui fait croire qu'il a fait prisonnier le capitaine Futur, apparemment drogué sur le lit de la chambre. L'Empereur ordonne à « Jon Orris » de tuer immédiatement le capitaine, mais ce dernier tire avec son pistolet laser en direction de l'Empereur. Le rayon laser passe à travers le bandit, lequel ricane et s'enfuit immédiatement. Le capitaine tente de le poursuivre mais en vain : l'Empereur a disparu. Face à l'étonnement d'Otho, le capitaine lui explique que l'Empereur est sans doute doté d'un mécanisme qui fait vibrer les atomes sur une fréquence spéciale, d'où son aspect « fantômatique ». Il demande à Otho de prendre l'apparence d'un Jovien (l'espèce extraterrestre autochtone de Jupiter) afin d'enquêter au sein de la population (chapitre 5).
Le capitaine Futur rencontre Sylvanus Quale, le gouverneur de la colonie humaine de Jupiter, assisté par Joan Randall, « infirmière » mais en réalité officier de la Police des Planètes. Il fait aussi la connaissance d'Eldred Kells, le gouverneur-adjoint, de Lucas Brewer, propriétaire et directeur-général de la société Mines Joviennes, enfin de Mark Cannig, chef de l'exploitation de la mine. La réunion permet d'évoquer la contagion de la maladie qui fait régresser en singes les humains. Le foyer principal de l'infection se trouve à Jungleville, une ville-champignon située à proximité de la mine exploitée par la société Mines Joviennes. Les interlocuteurs du capitaine lui expliquent qu'ils sont dépassés par les événements et qu'ils ne savent pas comment réagir. Les cinq cents personnes atteintes par la Régression ont été enfermées, pour l'instant, dans l’ancienne prison de Jovopolis, transformée en hôpital de fortune. Le capitaine Futur décide de s'y rendre avec Joan. Arrivés sur place, ils sont faits prisonniers dans la prison, tandis que les portes des cellules contenant les hommes-singes s'ouvrent… (chapitre 6). 
Pendant ce temps, déguisé en Jovien et disant se prénommer Zhil, Otho acquiert la confiance de Guro, chef d'une tribu jovienne. Selon Guro, « la Malédiction des Ancêtres » se répand et « l'heure approche ». Otho découvre que les Joviens appellent l'Empereur de l'espace le « Vivant Ancien » et qu'une révolte contre les Terriens se déclenchera dès que le signal sera donné par le Vivant Ancien. Ce dernier doit d'ailleurs faire une annonce dès le lendemain soir au Lieu des Morts. Otho est invité par Guro à se joindre aux révoltés. La petite troupe quitte Jovopolis en pleine nuit (chapitre 7).
Enfermé avec Joan dans la prison-hôpital de Jovopolis, le capitaine Futur comprend que l'Empereur de l'espace est l'un des hommes qu'il a rencontrés peu de temps auparavant : Quale, Kells, Brewer ou Cannig. Il parvient à faire exploser la serrure de la cellule de prison et à échapper avec Joan à la fureur des hommes-singes. Joan lui dit qu'elle tient pour suspect Lucas Brewer, car ses salariés joviens triment dans sa mine pour une rémunération ridicule et refusent de travailler dans les autres mines dirigées par des humains. Elle quitte le capitaine et se rend à Jungleville pour surveiller Brewer et Cannig. Pour sa part, le capitaine demande au gouverneur de lui confier une des victimes de la Régression. Le corps d'une des victimes lui ayant été remis, le capitaine Futur et le professeur Simon procèdent à des examens médicaux. Ils en viennent à la conclusion que la maladie répandue par l'Empereur paralyse et fait dégénérer l'hypophyse, transformant les hommes en singes. Ils reçoivent alors un appel d'Otho qui leur fait part de ses découvertes quant à une réunion prochaine de l'Empereur avec les Joviens au Lieu des Morts (chapitres 8 et 9).
Le capitaine Futur et ses compagnons se rendent à Jungleville :
- le capitaine y rencontre le marshal Ezra Gurney, officier supérieur de la Police des Planètes. Après avoir réglé une altercation avec des voleurs, ils échangent leurs informations. Puis le capitaine et le marshal, arrivés à la mine, constatent que Lucas Brewer fait remettre à des Joviens des armes laser. Interrogés, les six salariés expliquent au capitaine Futur que Brewer leur a donné l'ordre de remettre les armes aux Joviens. Ces derniers se dirigeant armés dans la jungle, le capitaine décide de les suivre et de se rendre au Lieu des Morts signalé par Otho. Se cachant de la foule des Joviens, il voit arriver l'Empereur. Le bandit porte avec lui Joan prisonnière. Le capitaine actionne un engin secret lui permettant, pendant une dizaine de minutes, de se déplacer et d'agir en étant invisible. Il se rend près de Joan mais au moment où il s'apprête à la délivrer, son invisibilité commence à disparaître (chapitres 10, 12, 13 et 14).
- Grag, Otho et le Pr Simon se rendent aux locaux administratifs de Lucas Brewer. Le chef d'entreprise n'est pas là, et un insigne de la Police des Planètes, trouvé à terre et appartenant à Joan, laisse penser que la jeune femme a été enlevée. Mark Cannig est présent sur les lieux et fait figure de suspect. Il finit par avouer être l'un des complices de l’Empereur : ce dernier lui avait promis une belle carrière, l’argent, le pouvoir, et qu'il a cédé aux sirènes de l’amour-propre. L'Empereur utilise un rayon invisible pour faire rétrograder ses victimes. Alors qu'il formule ses aveux, il se transforme en homme-singe, atteint lui-aussi par la Rétrogradation. Les trois compagnons décident de se rendre à mine jovienne. Ils y retrouvent les six salariés de Lucas Brewer précédemment interrogés par le capitaine et apprennent eux-aussi la remise d'armes aux Joviens. Ils décident de se rendre au Lieu des Morts (chapitres 11 et 15).

Le capitaine Futur et Joan sont emmenés devant l'Empereur, qui projette sur eux le rayon entraînant la paralysie de l'hypophyse et donc la Rétrogradation. Le bandit ordonne l'enfermement des deux aventuriers dans un cachot souterrain. Joan est effondrée à l'idée qu'elle sera changée en singe dans les prochaines heures. Le capitaine Futur essaie d'élaborer un plan pour s'échapper. Il entend un bruit dans le sol. Pensant qu’il est émis par un « tunnelier », animal extraterrestre de Jupiter ressemblant à une « taupe-rat » géante, il répand son sang sur le sol. L'animal surgit et le capitaine parvient à le maîtriser. Joan et le capitaine parviennent à quitter le sous-sol et à regagner le sol de la planète. Ils voient arriver le Comète ; les évadés retrouvent leurs compagnons. Le professeur Simon injecte un sérum au capitaine et à Joan afin de supprimer les effets néfastes du rayon de Rétrogradation. Les deux jeunes gens étant de nouveau sains, le capitaine expose à ses compagnons qu'il a découvert, dans les souterrains, un plan indiquant la localisation d'une ancienne cité jovienne. Peut-être s'agit-il d'un plan écrit par Kenneth Lester, le jeune archéologue spécialiste de la civilisation jovienne dont lui avait parlé le gouverneur Quale ? Le capitaine décide de s'en assurer : il décide de partir immédiatement avec Grag vers le lieu indiqué par le plan, en l'occurrence la Mer de Feu (chapitres 16 et 17).
À bord d'un petit vaisseau-fusée, le capitaine et Grag se dirigent donc vers la Mer de Feu. Ils se dirigent vers le lieu indiqué par le plan découvert par le capitaine. Après plusieurs heures de recherches, ils découvrent l'entrée d'une caverne. Ils y pénètrent. À l'intérieur de l'immense caverne se trouvent d'antiques machines, et un homme drogué et endormi artificiellement : l'archéologue et historien Kenneth Lester. Le capitaine parvient à le réanimer. L'homme révèle que l'Empereur de l'espace l’a forcé à traduire les inscriptions joviennes antiques. Il a ainsi permis à l'Empereur de s'emparer de la technologie de l'immatérialité, qui permet son invulnérabilité, et celle permettant d'inverser le cours de l'évolution des espèces. Le but de la Rétrogradation est de prouver aux Joviens qu'une malédiction s'abat sur les Humains, afin de forcer les Joviens à se révolter. Lester montre au capitaine où se trouvent les immatérialisateurs. L'Empereur de l'espace surgit alors et s'empare du petit vaisseau-fusée du capitaine et de Grag (chapitres 18 et 19).
De retour à Jungleville, le capitaine et ses compagnons découvrent une ville livrée aux hommes-singes, qui pourchassent les humains non encore victimes de la Rétrogradation. Les Joviens, révoltés, défilent dans la rue principale de la ville, avec l'Empereur de l'espace à leur tête. Le capitaine, qui avait emporté un immatérialisateur et l’avait installé autour de sa taille, l'actionne et devient immatériel. Il se jette sur l'Empereur. Celui-ci, surpris par l'attaque, a du mal à faire face : le capitaine parvient à désactiver son mécanisme d'immatérialité. L'Empereur est ainsi fait prisonnier et son identité est révélée : il s'agit d'Eldred Kells, le gouverneur-adjoint. Les Joviens sont abasourdis d'apprendre que le Vivant Ancien n'est pas un Jovien et qu'il est un humain. Le capitaine les harangue et, devant cette révélation, leur demande de rentrer dans leurs foyers : la planète Jupiter est assez grande pour abriter deux espèces. Les Joviens se rendent à son argument et se dispersent : la révolution n'aura pas lieu. Les hommes-singes sont rassemblés et un antidote leur est administré ; ils ne tardent pas à retrouver leur aspect humain. Kenneth Lester est hospitalisé. Le capitaine, Grag et Otho font leurs adieux à Joan Randall et à Ezra Gurney, puis quittent Jupiter pour retourner sur la Lune (chapitres 20 à 22).

## Différences avec le dessin animé
S'agissant des personnages, les noms de plusieurs héros ont été modifiés : le capitaine Futur devient le capitaine Flam, Grag devient Crag, Otho devient Mala. Joan Randall est renommée Joan Landor, et de brune (roman) elle devient blonde (dessin animé). Ezra Gurney est appelée indifféremment Ezra ou « Ezla » dans le dessin animé. L'agent Sperling devient l'agent Peterson.
Le vaisseau le Comète devient le Cyberlab ; le petit vaisseau-fusée est baptisé Cosmolem.
Dans le roman, le professeur Simon Wright a le cerveau logé dans une grande boîte aux arêtes métalliques encadrées de verre transparent, et la boîte est portée à mains nues par Grag ou Otho ; dans le dessin animé, le cerveau est logé par un système autoporteur qui permet au professeur une totale autonomie de déplacement.
Le lieu de l’action dans le roman est la planète Jupiter, ayant pour capitale « Jovopolis ». Le dessin animé se déroule sur « Dénef », à la localisation indéterminée, ayant pour capitale « Mégara ».
Le personnage Ken Scott dans le dessin animé n'existe pas dans le roman.
Le satellite naturel de Dénef qui orbite autour de la planète, dans lequel l'Empereur de l'espace a établi sa base, n'existe pas dans le roman.